# Йохан Хайнрих фон дер Асебург
Йохан Хайнрих фон дер Асебург (на немски: Johann Heinrich von der Asseburg zu Meisdorf; * 4 ноември 1662, Фалкенщайн; † 21 юли 1689) е благородник от род фон дер Асебург, господар на Майздорф, част от Фалкенщайн в Харц в Саксония-Анхалт.

## Произход
Той е първият син на Йохан Бернхард фон дер Асебург, цу Фалкенщайн и Майздорф († 15 януари 1682, замък Фалкенщайн) и Мария Катарина фон Щамер (* 23 януари 1645; † 13 май 1671, Фалкенщайн), дъщеря на Ханс Хайнрих фон Щамер и Маргарета Юдит фон Бенигсен. Внук е на Бусо V фон дер Асебург, цу Фалкенщайн, Найндорф и Гунслебен (1586 – 1646) и Магдалена фон дер Асебург (1587 – 1639). Брат е на Еразмус Августус фон дер Асебург (* 2 юни 1668; † 20 август 1728).
Йохан Хайнрих фон дер Асебург умира на 26 години на 21 юли 1689 г. и е погребан в Пансфелде.

## Фамилия
Йохан Хайнрих фон дер Асебург се жени на 10 септември 1684 г. във Валхаузен за Сибила Бригита фон дер Асебург (* 1656; † 6 април 1707, Майздорф), дъщеря на Лудвиг V фон дер Асебург, цу Шермке и Валхаузен (1611 – 1693) и Анна Катарина фон Ротшюц (1617 – 1669). Те имат две деца:
- Йохан Лудвиг фон дер Асебург цу Майздорф (* 31 май 1685, Фалкенщайн; † 17 февруари 1732, Майздорф), пруски камерхер, женен на 28 януари 1708 г. в Апенбург за Анна Мария фон дер Шуленбург (* 22 юни 1681; † 29 юли 1738), сестра на Левин Дитрих фон дер Шуленбург (1678 – 1743)
- Катарина София фон дер Асебург (* 26 август 1686, Фалкенщайн; † 4 октомври 1780), омъжена за Левин Дитрих фон дер Шуленбург (* 1678; † 10 септември 1743)